# District de Phong Điền
Phong Điền est un district de Cần Thơ dans le delta du Mékong au sud du Viêt Nam. 

## Géographie
La superficie du district est de 119 km2. 
Le chef lieu du district est Phong Điền.